# 辛迪亚河坛

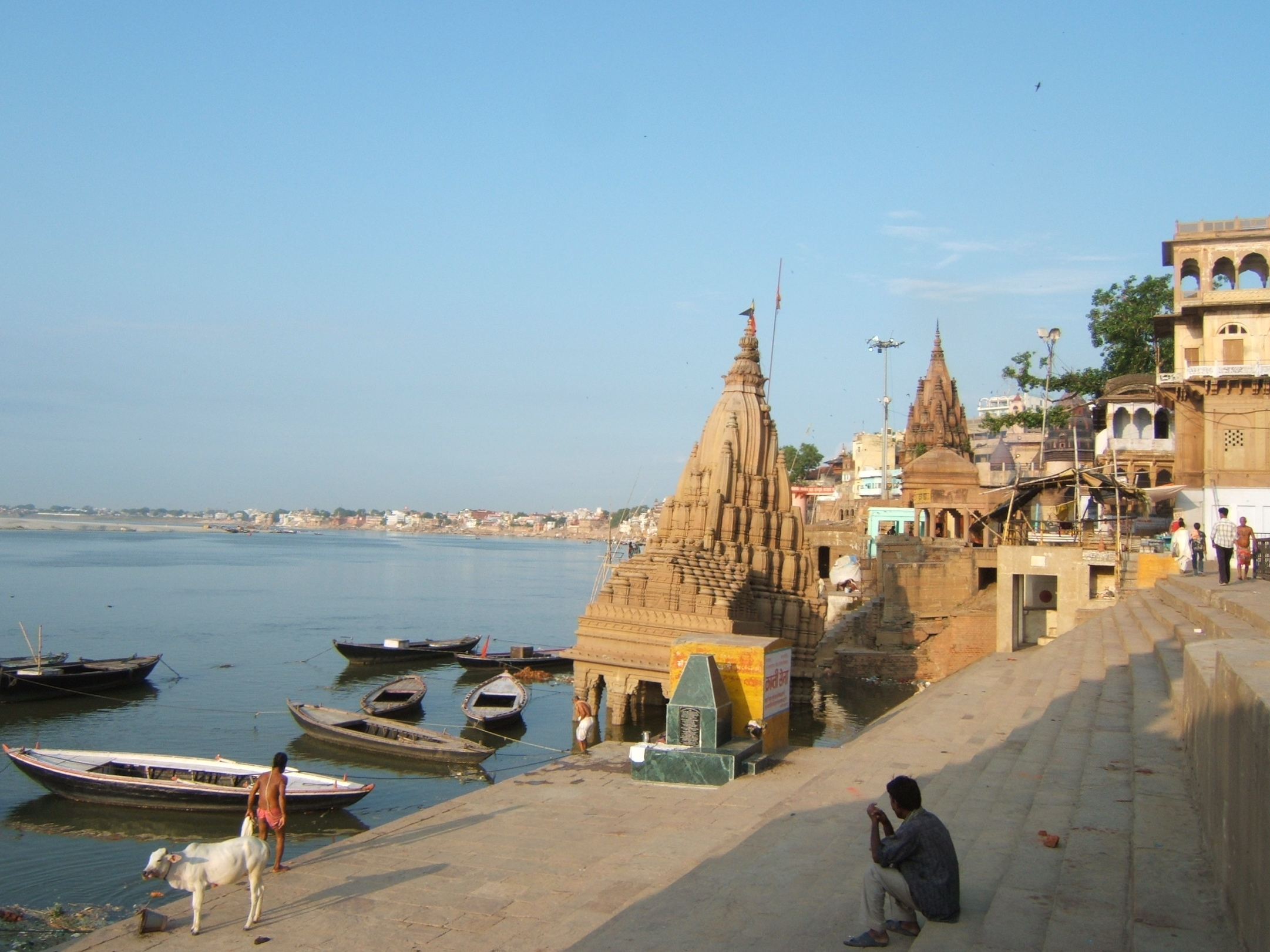

辛迪亚河坛（Scindia Ghat）是印度瓦拉纳西恒河岸边的一个河壇，以修建者辛迪亚命名。
河坛上方狭窄小巷的迷宫中，有一些瓦拉纳西最有影响力的寺庙。湿婆庙则因为河坛的重量过重，而部分淹没进恒河中。
印度教神话中的火神阿耆尼就出生在这里，为印度教信徒所崇拜。